# 山科颯太郎
山科 颯太郎（やましな そうたろう、2002年1月31日 - ）は、福岡県福岡市生まれ・長崎県佐々町出身のプロ野球選手（投手）。

## 経歴

### 学生時代
2歳の頃に長崎県佐々町に転居し、佐々小学校2年生の時に「サンボーイズ」で野球を始める。4年生から投手として試合に出るようになる。佐々中学校では軟式野球部に所属し、遊撃手を兼務しながら投手としてプレー。
九州文化学園高等学校では1年秋からベンチ入り。入学当初は122km/hだった球速を冬季のトレーニングで130km/h近くまで向上させた。2年生夏はベンチ入りから漏れたものの、秋からはエースになり、オフには最高球速を137km/hから146km/hへと約10km/hアップさせた。柳ヶ浦高等学校との練習試合で18奪三振で完投の投球を見せたことで注目を集め出し、春の県大会ではチームを準優勝まで導く。夏のNHK杯では全7試合55回を1人で投げ抜き、佐世保地区予選準決勝から創成館高等学校との準決勝で失点するまで31イニング連続で無失点（完封4試合）に抑える活躍を見せる。夏の甲子園の予選は準々決勝で長崎日本大学高等学校相手に6回途中3失点を喫して敗退した。高校時代は増量に励み、入学時には48kgだった体重が、卒業するころには72kgになっていた。
高校卒業後は社会人チームに進む予定だったが、オリックス・バファローズからプロテストの話をもらい、悩んだ末、社会人チームには断りを入れプロ志望届を提出。オリックスのプロテストでは最後まで残り、調査書も届いたが、ドラフト指名からは漏れた。選択肢がなくなってしまった中、関西独立リーグ・兵庫ブルーサンダーズ（現：兵庫ブレイバーズ）から誘いがあり、高校卒業後1年でNPB入りを目指すために同球団に入団。同じ高校から兵庫に進んだ同級生に柏木寿志がおり、前述のオリックスのプロテストも、柏木とともに受けていた。

### 関西独立リーグ・兵庫時代
2020年6月13日の開幕戦・対堺シュライクス戦（三木総合防災公園野球場）で9回から登板し、1イニングを無失点で独立リーグデビュー戦を飾った。以降も中継ぎで起用され、6月と7月は全く点を許さない好投を見せた。しかし、8月に入ると、ブルペンでの投球時に隣のレーンにボールが行ってしまうほどの暴投をしてから投球に恐怖心が芽生え始め、イップスに陥る。8月25日の試合を最後にベンチ入りメンバーからも外され、9月は1試合も登板しなかった。シーズン最終戦となる10月28日の対和歌山ファイティングバーズ戦（田辺スポーツパーク野球場）で64日ぶりに実戦登板し、1回を被安打2、奪三振1、与四球2、2失点で終えた。シーズンを終え、野球人生の中で「一番うまくいかなかった年。不甲斐なかった」と振り返っている。
2021年も調子を取り戻せず、3月23日のオープン戦・対06BULLS戦に先発した際にはアウトを1つしか取れず、与四球6、7失点を喫した。シーズン開幕後の初登板である6月11日の対和歌山ファイティングバーズ戦（アメニスキッピースタジアム）では救援で1回もたずに、与四球3、暴投1、2失点。2回目の登板となった同月27日の対堺シュライクス戦（南港中央野球場）では救援で1アウトも取れず、与四球3、与死球1、暴投4、3失点という内容に終わっている。間隔を空けて、9月15日の対堺戦（黒田庄ふれあいスタジアム）にて救援で復帰登板すると、今季初めて1回を投げ終えたが与四球2、暴投2、2失点。続く21日の対和歌山戦（アメニスキッピースタジアム）では1回もたずに3失点し、与四球は6、暴投は5を記録してしまった。オフにコントロール改善のため、自ら様々な投球フォームを試し、腕を少し下げた投球フォームへと変更した。
2022年のキャンプは主力組ではないB班に振り分けられたものの、昨年オフに変更した投球フォームがはまり、制球の大幅な改善、直球の威力の増加が見られ、監督の橋本大祐に「颯太郎がええんよ。もちろん実戦で投げてみんとわからんねんけど」と評価された。今季3試合目の登板となった対堺戦（くら寿司スタジアム堺）で、1回を無失点に抑える投球でホールドを記録し、今季のチーム初勝利に貢献した。2020年夏からイップスに苦しんでいた山科が登板試合で無失点に抑えたのは実に1年半ぶり（2020年7月25日の試合以来）であり、登板後には「正直なところ泣きそうでしたね」と語っている。以降、チームの勝ちパターンの一角に加わるようになり、5月12日の読売ジャイアンツ三軍との交流戦のメンバーにも名を連ねた。兵庫に在籍するのは今季限りと宣言し、10月31日、自由契約による退団が発表された。

### 九州アジアリーグ・宮崎時代（初回）
2022年11月19日に九州アジアリーグ（KAL）の新設球団である宮崎サンシャインズの第2回トライアウトに参加。合格となる。2023年1月18日、宮崎球団は選手30人との契約を1月12日に完了したことを発表し、球団ウェブサイトに選手名が公表された。
2023年、3月4日のWBCチェコ代表との練習試合や、同月12日の関メディベースボール学院とのオープン戦で先発投手として好投を見せ、同月18日、チーム初の公式戦となるシーズン開幕試合（対北九州下関フェニックス、都城市営球場）で先発投手を務めた。しかし、制球を乱して失点を重ね、4回途中で降板し、敗戦投手となった。続いて4月2日の対福岡ソフトバンクホークス三軍戦や9日の対大分B-リングス戦にも先発登板しているが、いずれも敗戦投手となっている。5月12日の対大分戦（アイビースタジアム）で8回を投げ8奪三振、被安打7、自責点2（失点4）の粘投で、KAL公式戦初勝利を挙げた。最終的にこのシーズンは23試合に登板（先発21試合）して4勝14敗、防御率4.24の成績だった。シーズン終了後の11月13日に、自由契約での退団が発表された。

### 九州アジアリーグ・火の国時代
2023年12月1日、宮崎と同じ九州アジアリーグの火の国サラマンダーズへの入団が発表された。
2024年3月15日、前年所属した宮崎との開幕戦（リブワーク藤崎台球場）で、2番手として移籍後初登板。1イニングを三者凡退で抑えた。4月14日の対大分戦（リブワーク藤崎台球場）で先発登板したが、2回途中4失点で敗戦投手となり、以降の試合は再度リリーフに回った。

### 九州アジアリーグ・宮崎時代（2回目）
2024年10月29日、前年に所属していた宮崎に移籍することが発表された。

## 選手としての特徴・人物
高校3年生の台湾遠征で最速148km/hを記録。後述の投球フォーム変更後も、最速146km/hを記録している。変化球はキレのある縦のスライダーのほか、カーブやチェンジアップ、独学で覚えたカットボールを投げる。
171cmと小柄だが、躍動感のあるトルネード投法のオーバースローで全身を使って投げ込む。小柄な体格であることから体全体を使って投げようと、「回転したほうが絶対に球が速くなる」とアドバイスされたことで高校2年生の春に身に着けた投球フォームである。トルネード投法の代名詞でもある野茂英雄の存在は知らず、「野茂英雄二世」と周囲に言われ始めてから初めてその名前と存在を知った。2022年からはイップスからの脱却のため、スリークォーター気味のサイドスローに投球フォームを変えている。
奪三振能力の高さを自負しており、高校時代は1試合平均10〜11個の三振を奪っていたと語る。
2020年時点の山科について兵庫監督の橋本大祐は、投げっぷりの良さとスライダーを評価する一方で、体幹の弱さと股関節の使い方の甘さを指摘し、まだ伸び代を秘めていると語る。
野球を始めたきっかけはワールド・ベースボール・クラシックで活躍するダルビッシュ有をテレビ中継で見たことから。それまでは父のしていたサッカーや、黒帯の母から習った空手に取り組んでいた。

## 詳細情報

### 独立リーグでの年度別投手成績
| 年 度    | 球 団              | 登 板 | 先 発 | 完 投 | 完 封 | 無 四 球 | 勝 利 | 敗 戦 | セ 丨 ブ | ホ 丨 ル ド | 勝 率 | 打 者 | 投 球 回 | 被 安 打 | 被 本 塁 打 | 与 四 球 | 敬 遠 | 与 死 球 | 奪 三 振 | 暴 投 | ボ 丨 ク | 失 点 | 自 責 点 | 防 御 率 | W H I P |
| -------- | ------------------ | ----- | ----- | ----- | ----- | -------- | ----- | ----- | -------- | ----------- | ----- | ----- | -------- | -------- | ----------- | -------- | ----- | -------- | -------- | ----- | -------- | ----- | -------- | -------- | ------- |
| 2020     | 兵庫 神戸三田 兵庫 | 10    | -     | 0     | 0     | -        | 0     | 0     | 0        | -           | .000  | 58    | 12.1     | 12       | 1           | 9        | -     | 0        | 11       | 3     | -        | 8     | 6        | 4.38     | 1.85    |
| 2021     | 兵庫 神戸三田 兵庫 | 4     | 0     | 0     | 0     | 0        | 0     | 0     | 0        | 0           | .000  | 23    | 2.1      | 2        | 0           | 14       | -     | 1        | 0        | 12    | 0        | 10    | 10       | 38.57    | 6.86    |
| 2022     | 兵庫 神戸三田 兵庫 | 22    | 0     | 0     | 0     | 0        | 0     | 1     | 3        | 4           | .000  | 106   | 23.1     | 20       | 1           | 17       | -     | 2        | 18       | 1     | 0        | 14    | 12       | 4.63     | 1.59    |
| 2023     | 宮崎               | 23    | 21    | 2     | 0     | 1        | 4     | 14    | 0        | 0           | .222  | 609   | 131.2    | 161      | 4           | 50       | -     | 17       | 104      | 6     | 1        | 83    | 62       | 4.24     | 1.60    |
| 2024     | 火の国             | 9     | 1     | 0     | 0     | 0        | 0     | 1     | 0        | 1           | .000  | 44    | 8.2      | 9        | 0           | 6        | -     | 3        | 4        | 2     | 1        | 7     | 7        | 7.27     | 1.73    |
| KDL：3年 | KDL：3年           | 36    | -     | 0     | 0     | -        | 0     | 1     | 3        | -           | .000  | 187   | 38.0     | 34       | 2           | 40       | -     | 3        | 29       | 16    | -        | 32    | 28       | 6.63     | 1.95    |
| KAL：2年 | KAL：2年           | 42    | 22    | 2     | 0     | 1        | 4     | 15    | 0        | 1           | .211  | 653   | 140.1    | 170      | 4           | 56       | -     | 20       | 108      | 8     | 2        | 90    | 69       | 4.43     | 1.61    |

- 2024年シーズン終了時
- 各年度の太字はリーグ最高
- 兵庫（兵庫ブルーサンダーズ）は、2021年に神戸三田（神戸三田ブレイバーズ）に、2022年に兵庫（兵庫ブレイバーズ）に球団名を変更

### 背番号
- 11 （2020年 - 2023年、2025年 - ）
- 18 （2024年）